# Abella d'Adons
Abella d'Adons és un poble de la comarca de l'Alta Ribagorça. Pertany al terme municipal del Pont de Suert. Antigament pertanyia al terme de Viu de Llevata. Actualment no té cap habitant.
Abella d'Adons està situat al sud de la comarca, a 1.320 m d'alçada. Forma part de la vall d'Adons, prop de la serra de Sant Gervàs. L'accés és per una pista recentment asfaltada en part que s'agafa des de la N-260 (entre Perves i Viu de Llevata), cap al sud.
La seva petita església és dedicada a santa Cecília, i era esmentada ja al 961, encara que aviat va ser donada al monestir de Lavaix. El temple actual no conserva res de la construcció medieval. A part d'aquesta església, que tingué la categoria de sufragània (depenia de Sant Esteve d'Adons), el Mas de Gras té també capella, dedicada a sant Pere, i a ponent del poble, al coll de Sant Roc, hi ha la vella capella de Sant Roc.

## Història
En el Fogatge del 1553 hi consten 5 focs (unes 25 persones).
Pascual Madoz inclou en el seu Diccionario geigráfico... del 1845 un article sobre Adons y Abella de Adons. Hi diu que és una localitat dividida en dues caseries, distant una de l'altra un quart d'hora, i separades per un profund barranc. A l'est, hi ha la caseria d'Adons, amb 16 cases, i a l'oest, sobre una roca, el d'Abella d'Adons, amb tan sols 5 cases. Tots els edificis, més que cases, són miserables chozas (barraques) d'una sola planta. Els dos nuclis estan ben ventilats, i els seus habitants no pateixen malalties particulars. A l'oest, arrecerant les dues poblacions s'alça una serra molt alta. Cada nucli té la seva església: Adons, la de sant Vicenç, és la parroquial, i Abella d'Adons té la sufragània, dedicada a santa Cecília. En el terme hi ha una ermita dedicada a sant Roc. Una font d'aigua abundant en proporciona als dos nuclis. Més a l'est d'Adons hi ha, encara, dues cases anomenades la Beguda d'Adons.
El terreny és pedregós, ple de roques i penya-segats, amb poca terra, i de mala qualitat. Se'n conrea tan sols una quinzena part, que dona 3 a 1 per llavor. El sistema és de rompuda de bosc, per abandonat els conreus al cap d'alguns anys. Només es llauren sempre les més properes als pobles, i els horts de regadiu, que es reguen amb el sobrant de les fonts. Tenien molt de bosc, però l'accidentat del terreny el feia molt difícil d'explotar. S'hi produïa sègol, blat, ordi, patates, llegums, i hi havia ovelles, cabres i poc bestiar boví. En total eren 8 veïns (cap de famílies) i 51 ànimes (habitants).

## Festes i tradicions
- 22 de novembre